# باريس تورز 1979
باريس تورز 1979 هو سباق دراجات هوائية، وهو الموسم رقم 73 من باريس تورز، وأقيم في 30 سبتمبر 1979.
فاز بالمركز الأول يوب زوتميلك، وبالمركز الثاني جوزيبي ساروني، وبالمركز الثالث يان راس.

## الفائزون
| الترتيب | الفائز        |
| ------- | ------------- |
| الفائز  | يوب زوتميلك   |
| الثاني  | جوزيبي ساروني |
| الثالث  | يان راس       |